# Eikei Suzuki

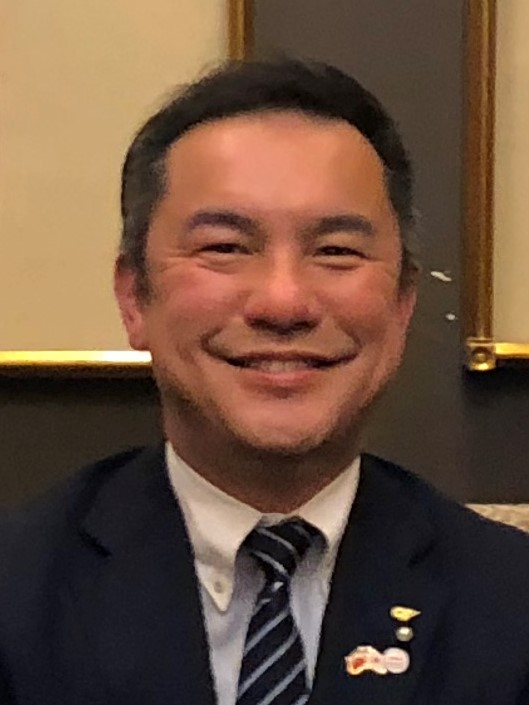
Eikei Suzuki, 2019

Eikei Suzuki (jap. 鈴木 英敬 Suzuki Eikei, eigentliche Lesung Suzuki Hidetaka; * 15. August 1974 in der Präfektur Hyōgo) ist ein japanischer Politiker und Mitglied des Repräsentantenhauses, dem Unterhaus des Nationaltags, für den 4. Wahlkreis der Präfektur Mie. Von 2011 bis 2021 war er Gouverneur von Mie.
Suzuki, Absolvent der wirtschaftswissenschaftlichen Fakultät der Universität Tokio, wurde nach seinem Studienabschluss 1998 Beamter im Industrie- und Handelsministerium. 2008 beendete er seine Beamtenlaufbahn und wandte sich der Politik zu: Im Februar 2009 übernahm er den Vorsitz der LDP-Ortsgruppe im 2. Wahlkreis Mie für das Shūgiin, das Unterhaus des nationalen Parlaments, unterlag bei den Wahlen im August desselben Jahres aber deutlich Amtsinhaber Masaharu Nakagawa.
Bei der Gouverneurswahl in Mie 2011 bewarb sich Suzuki mit Unterstützung der nationalen Oppositionsparteien LDP, Kōmeitō und Minna no Tō um die Nachfolge von Akihiko Noro, der nach zwei Amtszeiten nicht mehr antrat. Er konnte den ehemaligen Bürgermeister von Tsu, Naohisa Matsuda, der mit Unterstützung der national regierenden Demokratischen Partei kandidierte, knapp um rund 10.000 Stimmen schlagen und löste Noro noch im April 2011 ab. Er war bei Amtsantritt der jüngste Gouverneur landesweit.
2015 wurde Suzuki gegen den KPJ-gestützten Shin’ichi Fujii als einzigem Gegenkandidaten souverän mit 85 % der Stimmen wiedergewählt. 2019 setzte er sich mit fast 90 % der Stimmen gegen die Kommunistin Kanako Suzuki durch.
Im August 2021 kündigte Suzuki mit Wirkung zum 12. September seinen Rücktritt als Gouverneur an, um bei der bevorstehenden Shūgiin-Wahl 2021 im Wahlkreis Mie 4, der den ländlicheren Süden von Mie umfasst, einen Wechsel ins Nationalparlament zu versuchen. Er gewann mit Zweidrittelmehrheit gegen Shūji Bōno (KDP) und Tamihide Nakagawa (KPJ). 2024 verteidigte er den Sitz klar gegen den Publizisten Yōichirō Aonuma (KDP).
Von 2022 bis 2023 (Kabinett Kishida II (1. Umbildung)) war Suzuki politischer Sekretär (daijin seimukan) im Kabinettsamt.
Suzuki ist mit der Synchronschwimmerin und olympischen Silbermedaillengewinnerin Miho Takeda verheiratet.